# Tool (Band)/Diskografie
Diese Diskografie ist eine Übersicht über die musikalischen Werke der US-amerikanischen Progressive-/Alternative-Metal-Band Tool. Den Schallplattenauszeichnungen zufolge hat sie bisher mehr als 14,8 Millionen Tonträger verkauft, davon allein in ihrer Heimat über 12,8 Millionen. Ihre erfolgreichste Veröffentlichung ist das dritte Studioalbum Lateralus mit mehr als 3,4 Millionen verkauften Einheiten. Mit einer Länge von 10:21 Minuten war Fear Inoculum das längste Lied, welches sich bis dato in den US-amerikanischen Singlecharts platzieren konnte.

## Alben

### Studioalben
| Jahr | Titel Musiklabel                  | Höchstplatzierung, Gesamtwochen, AuszeichnungChartplatzierungen (Jahr, Titel, Musiklabel, Platzierungen, Wochen, Auszeichnungen, Anmerkungen) | Höchstplatzierung, Gesamtwochen, AuszeichnungChartplatzierungen (Jahr, Titel, Musiklabel, Platzierungen, Wochen, Auszeichnungen, Anmerkungen) | Höchstplatzierung, Gesamtwochen, AuszeichnungChartplatzierungen (Jahr, Titel, Musiklabel, Platzierungen, Wochen, Auszeichnungen, Anmerkungen) | Höchstplatzierung, Gesamtwochen, AuszeichnungChartplatzierungen (Jahr, Titel, Musiklabel, Platzierungen, Wochen, Auszeichnungen, Anmerkungen) | Höchstplatzierung, Gesamtwochen, AuszeichnungChartplatzierungen (Jahr, Titel, Musiklabel, Platzierungen, Wochen, Auszeichnungen, Anmerkungen) | Anmerkungen                                                    |
| Jahr | Titel Musiklabel                  | DE | AT | CH | UK | US | Anmerkungen                                                    |
| ---- | --------------------------------- | --- | --- | --- | --- | --- | -------------------------------------------------------------- |
| 1993 | Undertow Zoo Entertainment        | — | — | — | UK— SilberUK | US19 a ×3Dreifachplatin · (64 Wo.)US | Erstveröffentlichung: 6. April 1993 Verkäufe: + 3.217.500      |
| 1996 | Ænima Zoo Entertainment           | DE75 (6 Wo.)DE | — | CH79 a (1 Wo.)CH | UK— GoldUK | US2 ×3Dreifachplatin · (110 Wo.)US | Erstveröffentlichung: 17. September 1996 Verkäufe: + 3.635.000 |
| 2001 | Lateralus Volcano Entertainment   | DE5 (15 Wo.)DE | AT9 (13 Wo.)AT | CH31 (10 Wo.)CH | UK16 Gold · (5 Wo.)UK | US1 ×3Dreifachplatin · (45 Wo.)US | Erstveröffentlichung: 15. Mai 2001 Verkäufe: + 3.430.000       |
| 2006 | 10,000 Days Volcano Entertainment | DE2 Gold · (13 Wo.)DE | AT1 (11 Wo.)AT | CH3 (13 Wo.)CH | UK4 Gold · (5 Wo.)UK | US1 ×2Doppelplatin · (64 Wo.)US | Erstveröffentlichung: 2. Mai 2006 Verkäufe: + 2.422.500        |
| 2019 | Fear Inoculum RCA Records         | DE2 (17 Wo.)DE | AT3 (7 Wo.)AT | CH2 (9 Wo.)CH | UK4 (2 Wo.)UK | US1 Gold · (17 Wo.)US | Erstveröffentlichung: 30. August 2019 Verkäufe: + 557.500      |

### EPs
| Jahr | Titel Musiklabel         | Höchstplatzierung, Gesamtwochen, AuszeichnungChartplatzierungen (Jahr, Titel, Musiklabel, Platzierungen, Wochen, Auszeichnungen, Anmerkungen) | Höchstplatzierung, Gesamtwochen, AuszeichnungChartplatzierungen (Jahr, Titel, Musiklabel, Platzierungen, Wochen, Auszeichnungen, Anmerkungen) | Höchstplatzierung, Gesamtwochen, AuszeichnungChartplatzierungen (Jahr, Titel, Musiklabel, Platzierungen, Wochen, Auszeichnungen, Anmerkungen) | Höchstplatzierung, Gesamtwochen, AuszeichnungChartplatzierungen (Jahr, Titel, Musiklabel, Platzierungen, Wochen, Auszeichnungen, Anmerkungen) | Höchstplatzierung, Gesamtwochen, AuszeichnungChartplatzierungen (Jahr, Titel, Musiklabel, Platzierungen, Wochen, Auszeichnungen, Anmerkungen) | Anmerkungen                                               |
| Jahr | Titel Musiklabel         | DE | AT | CH | UK | US | Anmerkungen                                               |
| ---- | ------------------------ | --- | --- | --- | --- | --- | --------------------------------------------------------- |
| 1991 | 72826 Toolshed Music     | — | — | — | — | — | Erstveröffentlichung: 21. Dezember 1991                   |
| 1992 | Opiate Zoo Entertainment | — | — | CH87 a (1 Wo.)CH | — | US59 a Platin · (1 Wo.)US | Erstveröffentlichung: 10. März 1992 Verkäufe: + 1.177.500 |

## Singles
| Jahr | Titel Album           | Höchstplatzierung, Gesamtwochen, AuszeichnungChartplatzierungen (Jahr, Titel, Album, Platzierungen, Wochen, Auszeichnungen, Anmerkungen) | Höchstplatzierung, Gesamtwochen, AuszeichnungChartplatzierungen (Jahr, Titel, Album, Platzierungen, Wochen, Auszeichnungen, Anmerkungen) | Höchstplatzierung, Gesamtwochen, AuszeichnungChartplatzierungen (Jahr, Titel, Album, Platzierungen, Wochen, Auszeichnungen, Anmerkungen) | Höchstplatzierung, Gesamtwochen, AuszeichnungChartplatzierungen (Jahr, Titel, Album, Platzierungen, Wochen, Auszeichnungen, Anmerkungen) | Höchstplatzierung, Gesamtwochen, AuszeichnungChartplatzierungen (Jahr, Titel, Album, Platzierungen, Wochen, Auszeichnungen, Anmerkungen) | Anmerkungen                           |
| Jahr | Titel Album           | DE | AT | CH | UK | US | Anmerkungen                           |
| ---- | --------------------- | --- | --- | --- | --- | --- | ------------------------------------- |
| 1993 | Prison Sex Undertow   | — | — | — | UK81 (1 Wo.)UK | — | Erstveröffentlichung: April 1993      |
| 2001 | Schism Lateralus      | — | — | — | — | US67 (20 Wo.)US | Erstveröffentlichung: 15. Januar 2001 |
| 2006 | Vicarious 10,000 Days | DE71 (3 Wo.)DE | — | — | — | — | Erstveröffentlichung: 17. April 2006  |
| 2019 | Fear Inoculum         | — | — | — | — | US93 (1 Wo.)US | Erstveröffentlichung: 7. August 2019  |

Weitere Singles
- 1991: Tool
- 1992: Hush
- 1992: Opiate
- 1993: Sober
- 1996: Stinkfist
- 1996: H.
- 1997: Ænema
- 1997: Forty-Six & 2
- 2001: Parabola
- 2002: Lateralus
- 2006: The Pot
- 2007: Jambi

## Videoalben und Musikvideos

### Videoalben
| Jahr | Titel Musiklabel                | Höchstplatzierung, Gesamtwochen, AuszeichnungChartplatzierungen (Jahr, Titel, Musiklabel, Platzierungen, Wochen, Auszeichnungen, Anmerkungen) | Höchstplatzierung, Gesamtwochen, AuszeichnungChartplatzierungen (Jahr, Titel, Musiklabel, Platzierungen, Wochen, Auszeichnungen, Anmerkungen) | Höchstplatzierung, Gesamtwochen, AuszeichnungChartplatzierungen (Jahr, Titel, Musiklabel, Platzierungen, Wochen, Auszeichnungen, Anmerkungen) | Höchstplatzierung, Gesamtwochen, AuszeichnungChartplatzierungen (Jahr, Titel, Musiklabel, Platzierungen, Wochen, Auszeichnungen, Anmerkungen) | Höchstplatzierung, Gesamtwochen, AuszeichnungChartplatzierungen (Jahr, Titel, Musiklabel, Platzierungen, Wochen, Auszeichnungen, Anmerkungen) | Anmerkungen                                                 |
| Jahr | Titel Musiklabel                | DE | AT | CH | UK | US | Anmerkungen                                                 |
| ---- | ------------------------------- | --- | --- | --- | --- | --- | ----------------------------------------------------------- |
| 2005 | Schism Volcano Entertainment    | — | — | — | — | US— GoldUS | Erstveröffentlichung: 20. Dezember 2005 Verkäufe: + 55.000  |
| 2005 | Parabola Volcano Entertainment  | — | — | — | — | US— GoldUS | Erstveröffentlichung: 20. Dezember 2005 Verkäufe: + 50.000  |
| 2007 | Vicarious Volcano Entertainment | — | — | — | — | US— ×2DoppelplatinUS | Erstveröffentlichung: 18. Dezember 2007 Verkäufe: + 212.500 |
| 2022 | Opiate² RCA                     | — | — | — | UK1 (8 Wo.)UK | — | Erstveröffentlichung: 10. Juni 2022                         |

### Musikvideos
- 1992: Hush
- 1993: Sober
- 1994: Prison Sex
- 1996: Stinkfist
- 1997: Ænema
- 2001: Schism
- 2002: Parabola
- 2007: Vicarious

## Boxsets
| Jahr | Titel Musiklabel              | Höchstplatzierung, Gesamtwochen, AuszeichnungChartplatzierungen (Jahr, Titel, Musiklabel, Platzierungen, Wochen, Auszeichnungen, Anmerkungen) | Höchstplatzierung, Gesamtwochen, AuszeichnungChartplatzierungen (Jahr, Titel, Musiklabel, Platzierungen, Wochen, Auszeichnungen, Anmerkungen) | Höchstplatzierung, Gesamtwochen, AuszeichnungChartplatzierungen (Jahr, Titel, Musiklabel, Platzierungen, Wochen, Auszeichnungen, Anmerkungen) | Höchstplatzierung, Gesamtwochen, AuszeichnungChartplatzierungen (Jahr, Titel, Musiklabel, Platzierungen, Wochen, Auszeichnungen, Anmerkungen) | Höchstplatzierung, Gesamtwochen, AuszeichnungChartplatzierungen (Jahr, Titel, Musiklabel, Platzierungen, Wochen, Auszeichnungen, Anmerkungen) | Anmerkungen                             |
| Jahr | Titel Musiklabel              | DE | AT | CH | UK | US | Anmerkungen                             |
| ---- | ----------------------------- | --- | --- | --- | --- | --- | --------------------------------------- |
| 2000 | Salival Volcano Entertainment | — | — | — | — | US38 (11 Wo.)US | Erstveröffentlichung: 12. Dezember 2000 |

## Statistik

### Chartauswertung
|                     | DE    | AT    | CH    | UK    | US    |
| ------------------- | ----- | ----- | ----- | ----- | ----- |
| Nummer-eins-Alben   | DE—DE | AT1AT | CH—CH | UK—UK | US3US |
| Top-10-Alben        | DE3DE | AT3AT | CH2CH | UK2UK | US4US |
| Alben in den Charts | DE4DE | AT3AT | CH5CH | UK3UK | US7US |

|                       | DE    | AT    | CH    | UK    | US    |
| --------------------- | ----- | ----- | ----- | ----- | ----- |
| Nummer-eins-Singles   | DE—DE | AT—AT | CH—CH | UK—UK | US—US |
| Top-10-Singles        | DE—DE | AT—AT | CH—CH | UK—UK | US—US |
| Singles in den Charts | DE1DE | AT—AT | CH—CH | UK1UK | US2US |

|                          | DE    | AT    | CH    | UK    | US    |
| ------------------------ | ----- | ----- | ----- | ----- | ----- |
| Nummer-eins-Videoalben   | DE—DE | AT—AT | CH—CH | UK1UK | US—US |
| Top-10-Videoalben        | DE—DE | AT—AT | CH—CH | UK1UK | US—US |
| Videoalben in den Charts | DE—DE | AT—AT | CH—CH | UK1UK | US—US |

### Auszeichnungen für Musikverkäufe
| Goldene Schallplatte - Australien - 2009: für das Videoalbum Vicarious - Belgien - 2006: für das Album 10,000 Days - Irland - 2006: für das Album 10,000 Days - Kanada - 2006: für das Videoalbum Schism - 2006: für das Videoalbum Parabola - 2019: für das Album Fear Inoculum - Neuseeland - 1998: für die EP Opiate - 1998: für das Album Undertow - 2020: für das Album Fear Inoculum - Polen - 2006: für das Album 10,000 Days - 2024: für das Album Fear Inoculum Platin-Schallplatte - Australien - 2006: für das Album 10,000 Days - 2019: für die EP Opiate - 2019: für das Album Undertow - Kanada - 1995: für das Album Undertow - 2006: für das Album 10,000 Days - 2021: für die EP Opiate - Neuseeland - 1997: für das Album Ænima | 2× Platin-Schallplatte - Australien - 2019: für das Album Lateralus - Kanada - 2005: für das Album Lateralus - Neuseeland - 2002: für das Album Lateralus - 2019: für das Album 10,000 Days 3× Platin-Schallplatte - Australien - 2019: für das Album Ænima - Kanada - 2021: für das Album Ænima |

Anmerkung: Auszeichnungen in Ländern aus den Charttabellen bzw. Chartboxen sind in ebendiesen zu finden.
| Land/RegionAuszeichnungen für Musikverkäufe (Land/Region, Auszeichnungen, Verkäufe, Quellen) | Silber  | Gold       | Platin       | Verkäufe   | Quellen                       |
| -------------------------------------------------------------------------------------------- | ------- | ---------- | ------------ | ---------- | ----------------------------- |
| Australien (ARIA)                                                                            | —       | Gold1      | 8× Platin8   | 567.500    | aria.com.au                   |
| Belgien (BRMA)                                                                               | —       | Gold1      | —            | 25.000     | ultratop.be                   |
| Deutschland (BVMI)                                                                           | —       | Gold1      | —            | 100.000    | musikindustrie.de             |
| Irland (IRMA)                                                                                | —       | Gold1      | —            | 7.500      | irishcharts.ie                |
| Kanada (MC)                                                                                  | —       | 3× Gold3   | 8× Platin8   | 850.000    | musiccanada.com               |
| Neuseeland (RMNZ)                                                                            | —       | 3× Gold3   | 5× Platin5   | 90.000     | aotearoamusiccharts.co.nz NZ2 |
| Polen (ZPAV)                                                                                 | —       | 2× Gold2   | —            | 20.000     | olis.pl                       |
| Vereinigte Staaten (RIAA)                                                                    | —       | 3× Gold3   | 14× Platin14 | 12.800.000 | riaa.com                      |
| Vereinigtes Königreich (BPI)                                                                 | Silber1 | 3× Gold3   | —            | 360.000    | bpi.co.uk                     |
| Insgesamt                                                                                    | Silber1 | 18× Gold18 | 35× Platin35 |            |                               |